# Cúcuta
Cúcuta, of voluit San José de Cúcuta, is een stad in Colombia. Het is de hoofdstad van het departement Norte de Santander. Cúcuta is een belangrijk commercieel centrum, omdat het is gelegen tussen Los Patios en de grens met Venezuela. De stad ligt 320 meter boven het zeeniveau.
Cúcuta heeft sinds de jaren 60 een grote bevolkingsgroei gekend. De gemeente heeft 750.000 inwoners, maar in het grootstedelijk gebied wonen 1.196.775 mensen.
Wat ook aan de voortgang en ontwikkeling van de stad bijdraagt, zijn zes bruggen, een conventiecentrum, een nieuw busstation, een nieuw geïntegreerd openbaar vervoer systeem, het moderniseren van de staatsscholen, het renoveren van het oude stadscentrum, de verdubbeling van de capaciteit van het stadion van de stad General Santander Stadium en de verwachting van nieuwe industrie die vanuit Venezuela zal komen. Bedrijven daar willen namelijk hun fabriek in Colombia plaatsen om gebruik te kunnen maken van het Colombia Trade Promotion Agreement tussen Colombia en de Verenigde Staten.
In de stad hebben belangrijke historische gebeurtenissen plaatsgevonden, zoals het Congres van Cúcuta, waarbij de Grondwet van Cúcuta werd geschreven om Gran Colombia op te richten uit het samenvoegen van Nieuw-Granada (Colombia en Panama), Ecuador en Venezuela.
Alle plaatsen waar deze historische gebeurtenissen plaatsvonden, worden goed onderhouden. De bekendste hiervan zijn de Casa de Santander, de Templo Histórico, de Tamarindo histórico en het Casa de la Bagatela, allemaal gelegen in het Parque Grancolombiano.
De stad ligt in de Cordillera Oriental in de Andes. De universiteit van Cúcuta heet Universidad Francisco de Paula Santander.

## Aardbeving
Op 18 mei 1875 werd de stad verwoest door een aardbeving met een kracht van 7,3 op de schaal van Richter. Er vielen alleen in de stad zo'n duizend doden.

## Stedenbanden
Cúcuta heeft stedenbanden met:
- San Cristóbal (Venezuela)
- San Antonio del Táchira (Venezuela)
- Zaragoza (Spanje)
- Tunja (Colombia)
- Monterrey (Mexico)
- Niigata (Japan)

## Geboren
- Virgilio Barco (1921-1997), president van Colombia
- Fabiola Zuluaga (1979), tennisspeelster
- James Rodríguez (1991), voetballer
- Joao Rodríguez (1996), voetballer